# Las Torres de Cotillas
Las Torres de Cotillas é um município da Espanha na província e comunidade autónoma de Múrcia. Tem 38 km² de área e em 2021 tinha 21 837 habitantes (densidade: 574,7 hab./km²).

## Demografia
| Variação demográfica do município entre 1991 e 2004 | Variação demográfica do município entre 1991 e 2004 | Variação demográfica do município entre 1991 e 2004 | Variação demográfica do município entre 1991 e 2004 |
| --------------------------------------------------- | --------------------------------------------------- | --------------------------------------------------- | --------------------------------------------------- |
| 1991                                                | 1996                                                | 2001                                                | 2004                                                |
| 14132                                               | 15093                                               | 16450                                               | 17565                                               |